# Большая игра (фильм, 1934)
«Больша́я игра́» (фр. Le Grand jeu) — фильм режиссёра Жака Фейдера, снятый во Франции и Марокко в 1934 году. Романтическая драма. Является выразительным примером направления поэтического реализма во французском кинематографе и считается точкой отсчёта в истории его возникновения.

## Сюжет
Молодой парижанин Пьер Мартель (Ришар-Вильм) из богатой благопристойной семьи проникся страстью к девушке с сомнительным прошлым Флоранс (Мари Бель), однако она предаёт его. Стараясь избежать позора и спасти честь семьи, Пьер под чужим именем поступает на службу во Французский Иностранный легион. В недорогом отеле в Северной Африке он с другими военнослужащими без прошлого проводит время за игрой в карты и выпивкой. Жена хозяина гостиницы мадам Бланш (Франсуаза Розе) за небольшое вознаграждение изредка гадает постояльцам на картах. Мартель увлекается Ирмой (Мари Бель) — певичкой и проституткой из местного бара. Он видит в ней копию Флоранс, лишь с иным цветом волос и другим голосом. Срок службы Пьера подходит к концу. Окончательно уверовав в то, что Ирма это реинкарнация его единственной любви, он зовёт её с собой во Францию, где к этому времени он получил некоторое наследство. При посадке на пароход Мартель встречает Флоранс — теперь любовницу богатого шейха. Ирма перестаёт быть ему интересна. Обманом он отправляет её во Францию одну, а сам возвращается в Легион. В гостинице мадам Бланш предсказывает ему скорую гибель.

## В ролях
- Пьер Ришар-Вильм — Пьер Мартель, легионер
- Мари Бель — Флоранс и Ирма, его возлюбленные
- Шарль Ванель — Клеман, хозяин гостиницы
- Франсуаза Розе — Бланш, его жена, гадалка
- Жорж Питоев — Николай Иванов, легионер из России
- Камиль Бер — полковник
- Анри Дебоск — Бернард Мартель

## Награды
Номинация в 1934 году на Кубок Муссолини — в тот период главный приз Венецианского кинофестиваля.

## Критика
- «Сценарий очень современен, он на 25 лет предвосхищает „Головокружение“ Хичкока и на 40 — „Объект желания“ Буньюэля» (для создания одного персонажа (Ирмы) потребовались усилия 2 актрис (Мари Белль и Клод Марси).[3]
- «Эта история про французского легионера была выпущена спустя 4 года после „Марокко“ Штернберга и сразу на несколько пунктов понизила уровень романтического ореола (вокруг Легиона). Она погружена в пессимизм и тоску, что превращает её в фильм-нуар, несмотря на обилие вокруг солнечного света. Уголовная, аморальная среда изображена едва ли не с любовью, но больше всего в этой забитой „лав-стори“ меня пленила двойная роль Марии Бель, которая и Флоренс — умудрённая парижская содержанка, любящая только деньги, и Ирма — артистка третьесортного захолустного кабаре с томной походкой и тупым взглядом…»[3]
- «Больше всего этот фильм вызывает у меня острую потребность углубиться в изучение работ Фейдера. Хотя многие, кто вышел на поле (поэтического реализма) позже и затмил его (например, Карне, Ренуар), вклад Фейдера здесь, несомненно, имеет жизненно важное значение.»[4]

## Культурное влияние
В 1954 году режиссёром Робертом Сиодмаком был снят фильм-ремейк под этим же оригинальным названием (в англоязычной версии — «Flesh and the Woman»). Главные женские роли исполнила Джина Лоллобриджида, роль Пьера Мартеля — Жан-Клод Паскаль, Бланше — Арлетти.

## Дополнительные факты
- Названием картины послужил ответ главного героя гадалке. Когда та спросила, хочет ли клиент знать всю правду, тот ответил, что готов на Большую игру.
- Тема службы во Французском Иностранном легионе была достаточно изучена Жаком Фейдером при съёмках его фильма «Атлантида»
- Исполнительница роли Бланше Франсуаза Розе — жена Жака Фейдера, снимавшаяся во многих его картинах.
- Помощником режиссёра фильма работал будущий классик «поэтического реализма» и «романтического фатализма» Марсель Карне.